# Serica porcula
Serica porcula är en skalbaggsart som beskrevs av Thomas Casey 1884. Serica porcula ingår i släktet Serica och familjen Melolonthidae. Inga underarter finns listade i Catalogue of Life.